# Sergueï Ouroussov
Pour le général et joueur d'échecs, voir Sergueï Ouroussov (joueur d'échecs).
Le prince Sergueï Nikolaïevitch Ouroussoff (en russe : Сергей Николаевич Урусов), né en 1816 et mort le 13 janvier 1883, est un homme politique russe qui fut ministre de la Justice du 18 avril 1867 au 15 octobre 1867.